# 茅茅起義
茅茅起義（英語：Mau Mau Uprising、Mau Mau Revolt），又译矛矛起义、毛毛起义、茂茂起义，英國稱為肯尼亚紧急状态（Kenya Emergency）、茅茅叛乱（ Mau Mau Rebellion），在英國殖民政府時期，肯尼亚於1952年至1960年間，發生的军事冲突。[B]举事的反殖民主义团体称为茅茅，成员多是基庫尤人。与之对抗的是英军与当地亲英武装。
举事没有得到肯亞人民廣泛的支持，还遭到了英军强力镇压。1956年10月21日，首领德丹·基马蒂（Dedan Kimathi）被捕，标志着举事的最终失败，英军在肯尼亚的行动也终告结束。
部分学者认为，这一事件为肯尼亚日后独立打下了基础。但另一些学者则认为，举事不但没有为独立打下基础，还为肯尼亚制造了混乱，推迟了英国赋予当地独立地位的时间。这一事件不但制造了肯尼亚欧裔居民与伦敦当局之间的裂痕，还制造了亲英、反英非裔居民族群的对立局面。
2013年，英國政府公開為茅茅起義期間的作為，向肯亞人民道歉。

## 辞源
今人并不清楚“茅茅”一词的来由。根据一些茅茅成员的说法，他们从不会自称为“茅茅”成员，只会自称为“肯尼亚國土自由军”戰士（Kenya Land and Freedom Army，简称为KLFA）。一些书籍，如弗雷德·马奇德拉尼（Fred Majdalany）的紧急状态：茅茅全史（State of Emergency: The Full Story of Mau Mau）称“茅茅”是“Uma Uma”（意为滚、滚）的变形词，除此之外，这还是一个军事隐语，来自基庫尤男童在他们进行割礼时游玩的一个语言游戏。马奇德拉尼进一步指出，英国人在不清楚这一词语的意思的情况下，就为基庫尤人贴上“茅茅”的标签。
随着冲突进行，时间推移，学界出现了一个新的解释：这是“Mzungu Aende Ulaya, Mwafrika Apate Uhuru”（斯瓦希里语，意为让外国人滚回家，让非洲人重新取得独立地位）的缩略语。被俘茅茅成员J·M·卡里乌基（J.M. Kariuki）则认为，英国人之所以用“茅茅”称呼他们，而不是用“KLFA”称呼他们，是因为英国人想显示出他们没有国际合法性。卡里乌基又宣称，起义者之所以接受这一称呼，是因为他们想反击“殖民主义宣传”。

## 起义的性质
当时的殖民主义者认为，茅茅軍野蛮、暴力，经常进行堕落的部落崇拜，他们起义只是感情的宣泄，而非理性的表达。茅茅是一种“变态的部落文化”，企图将基庫尤人带回英国管治肯尼亚之前的“黑暗旧时代”。这反映出英国人漠视民情。英国政府对这一起义的解释，并没有包括农业专家的意见，也没有包括经济学家、历史学家的意见，甚至不包括长期接触基庫尤人的欧裔居民，如路易斯·李奇的意见。相反，官方解释包括能够分析“非洲人心理”的心理学家J·C·卡羅瑟斯（J.C. Carothers）的意见。他的意见对英军在起义中运用的心理战术有很大影响。英军标签茅茅为“不理性的邪恶力量，被冲动的兽性所主宰，受到世界范围内的共产主义影响”。卡羅瑟斯的意见对日后的科菲爾德報告（Corfield Report）也有很大影响。
心理戰對英國人來說，變得越來越重要。他們采取了分而治之的政策，“強調這是一場內戰，而不是白人與黑人之間的種族戰爭”，希望離間茅茅軍與基庫尤人、以致基庫尤人與其他種族的距離。這些宣傳工作對拉開茅茅與基庫尤人的距離作用不大。不過，這些工作的確拉開了其他部族與茂茂的距離。
到了20世纪60年代中，这种传统观点受到了茅茅前成员及领导人挑战。新观点认为，茅茅是非洲民族主义的重要组成部分，还认为，这一运动是现代的、民族主义的，是对不公与压迫的反抗。不过，新观点的提出者，在进行研究时，刻意淡化了茅茅的基庫尤性质。
肯尼亚社会目前仍有讨论茅茅的性质、目标、影响，而世界范围内的学术团体，也有讨论类似话题。不过，这场战争还有一个在肯尼亚罕为人知 - 正如很多基庫尤人選擇加入茅茅一样，不少基庫尤人选择为殖民地政府而战。有学者因此说这场战争是一场基庫尤人的内战。茅茅成员主要是基庫尤人的原因是，殖民主义对他们的负面影响最深。
历史学家Wunyabari O. Maloba写道：“毫无疑问，茅茅起義是非洲最近发生的事件中最重要的事件。”但另一位历史学家则认为，Maloba等人的研究“不加筛选地吸收茅茅战争的宣传”，并指出他们的研究与早期对茅茅的“简单”研究的相似之处。而这些早期的研究，就是将茅茅战争定义为一场双极性的、“在反殖民主义者与殖民主义者之间爆发”的冲突。卡罗林·埃尔金斯（Caroline Elkins）在2005年进行的研究，也有类似言论，批评Maloba等人的研究太过主观。

## 後續發展
四名當年的倖存者，在英國倫敦法院，對英國政府提起告訴。英國政府主張，此事應由當年的英國殖民政府，與肯尼亞共和國政府負責，現今的英國政府並無責任。而且此事已經超過司法追訴日期。
2011年英國倫敦高等法院宣判，茅茅起義當事人的告訴合法，裁定起訴。英國外交大臣夏偉林宣布，對此事件，英國對肯尼亞人民表示深切遺憾，將對當年受害者賠償1400萬英鎊（約2千萬美元）。同時也將在肯尼亞首都，興建紀念碑。

## 注脚
1. 1 2  Anderson (2005)[錨點失效].
2. 1 2  Maloba (1993)[錨點失效].
3. 1 2  Page (1996)[錨點失效], p. 206.
4. ↑  Anderson (2005)[錨點失效], p. 5.
5. 1 2 3  Anderson (2005)[錨點失效], p. 4. "Much of the struggle tore through the African communities themselves, an internecine war waged between rebels and so-called 'loyalists'—Africans who took the side of the government and opposed Mau Mau."
6. ↑  Anderson (2005)[錨點失效], p. 84.
7. ↑  Elkins (2005)[錨點失效].
8. ↑  The Oxford Illustrated History of the British Army (1994) p. 346
9. ↑  The Oxford Illustrated History of the British Army (1994) p. 350
10. ↑  Percox, David A. . Shillington, Kevin  (编). . New York: Fitzroy Dearborn: 751–752. 2005. ISBN 1-57958-245-1. The Mau Mau revolt forced the British government to institute political and economic reforms in Kenya
11. 1 2  Branch (2009)[錨點失效], p. xii. （页面存档备份，存于）
12. ↑  . BBC. 2013年6月6日  [2014年7月11日]. （原始内容存档于2013年6月18日）.
13. ↑  Kanogo (1992)[錨點失效], pp. 23–5.
14. ↑  Majdalany, Fred. . Boston: Houghton Mifflin. 1963: 75.
15. 1 2  Kariuki (1960)[錨點失效], p. 167.
16. ↑  Kariuki (1960)[錨點失效], p. 24.
17. ↑  Füredi (1989)[錨點失效], p. 4.
18. ↑  Berman (1991)[錨點失效], p. 182–3.
19. ↑  McCulloch (1995)[錨點失效], pp. 64–76 （页面存档备份，存于）.
20. ↑  Füredi (1998)[錨點失效], pp. 119–21 （页面存档备份，存于）.
21. ↑  Berman (1991)[錨點失效], p. 183–5.
22. ↑  Clough (1998)[錨點失效], p. 4.
23. 1 2  Branch (2009)[錨點失效], p. 3 （页面存档备份，存于）.
24. ↑  . BBC News. 2011-04-07  [2011-05-12]. （原始内容存档于2021-04-22）. There was lots of suffering on the other side too. This was a dirty war. It became a civil war—though that idea remains extremely unpopular in Kenya today.
25. ↑  Füredi (1989)[錨點失效], p. 4–5 （页面存档备份，存于）. "Since they were the most affected by the colonial system and the most educated about its ways, the Kikuyu emerged as the most politicized African community in Kenya."
26. ↑  Berman (1991)[錨點失效], p. 196. "The impact of colonial capitalism and the colonial state hit the Kikuyu with greater force and effect than any other of Kenya's peoples, setting off new processes of differentiation and class formation."
27. ↑  Thomas, Beth. . UpDate. 1993, 13 (13): 7  [2013-01-14]. （原始内容存档于2021-02-25）.
28. 1 2 3  Anderson (2005)[錨點失效], p. 10.
29. ↑  See in particular David Elstein's angry letters:
  - David Elstein. . London Review of Books. 2005, 27 (11)  [2011-05-03]. （原始内容存档于2019-10-03）.
  - David Elstein. . The New York Review of Books. 2005, 52 (11)  [2011-05-03]. （原始内容存档于2015-09-27）.
  - David Elstein. . London Review of Books. 2005, 27 (14)  [2011-05-03]. （原始内容存档于2017-07-05）.

While David Elstein regards the "requirement" for the "great majority of Kikuyu" to live inside 800 "fortified villages" as "serv[ing] the purpose of protection", Professor David Anderson (amongst others) regards the "compulsory resettlement" of "1,007,500 Kikuyu" inside what, for the "most" part, were "little more than concentration camps" as "punitive . . . to punish Mau Mau sympathisers". See Elstein's "Daniel Goldhagen and Kenya: recycling fantasy" （页面存档备份，存于） and Anderson (2005)[錨點失效], p. 294.
30. ↑  Ogot (2005)[錨點失效], p. 502. "There was no reason and no restraint on both sides, although Elkins sees no atrocities on the part of Mau Mau."
31. ↑  Pirouet. . Mazrui, Ali A  (编). . 1977: 197.
32. ↑  . BBC中文網. 2013年6月6日  [2013年6月11日]. （原始内容存档于2013年7月10日） （繁体中文）.